# Solo contro tutti (film 1931)
Solo contro tutti (The Pocatello Kid) è un film del 1931 diretto da Phil Rosen.

## Trama
trama (EN)  su AFI

## Produzione
Il film fu prodotto dalla Tiffany Productions.

## Distribuzione
Distribuito negli Stati Uniti dalla Tiffany Productions, uscì in sala il 6 dicembre 1931. L'Amity Pictures lo distribuì nuovamente sul mercato americano nel 1937, mentre in Europa venne presentato in Germania Federale il 24 novembre 1950 con il titolo Sheriff und Sträfling.